# Чемберлин, Джимми
Джимми Чемберлин (англ. Jimmy Chamberlin; род. 10 июня 1964) — американский барабанщик, композитор и продюсер. Наиболее известен как барабанщик альтернатив-рок-группы The Smashing Pumpkins. В 1996 году Чемберлин покинул группу и присоединился к The Last Hard Men, но вернулся в Pumpkins в конце 1998 года. После того, как в 2000 году группа была расформирована, Чемберлин вместе с фронтменом Pumpkins Билли Корганом присоединились к группе Zwan, а также организовал собственную группу Jimmy Chamberlin Complex. В 2006 году Чемберлин и Корган реформировали The Smashing Pumpkins, но в марте 2009 Чамберлин вновь покинул группу.В 2015 вернулся в группу для тура.
В 2008 году британский музыкальный новостной сайт Gigwise назвал Чемберлина 5-м лучшим барабанщиком всех времен. В 2016 году Rolling Stone поставил Джимми Чемберлина на 53-е место в своем списке «100 величайших барабанщиков всех времен». 

## Инструменты

### Барабаны
- Ударная установка Yamaha Maple Custom Absolute kit[3] с краями, срезанными под 60 (вместо стандартных 45) градусов
- Три малых барабана — 5x12, 8x8 и основной 5.5x14 (его подписная модель)
- Пять том-томов — 12x14, 8x10, 9x13, 16x16 и 16x18
- 16x22 бас-барабан

### Тарелки
В установку входят тарелки фирмы Zildjian.
- 15" thin crash
- 15", 18", и 19" Zildjian A Сustom Крэши
- 8" Сплэш
- 15" New Beat хай-хэт
- 20" Oriental China Classic
- 22" Constantinople medium райд
- 22" riveted swish knocker

### Пластики и аксессуары
Джимми использует пластики фирмы Remo.
- Coated Ambassador на малом
- Сlear Emperor ударный на томах
- Сlear Ambassador резонансный
- Powerstoke 3 колотушка для педали бас-барабана
- Барабанные палочки Vic Firth 5B[6]

## Дискография

### The Smashing Pumpkins
- 1991: Gish
- 1993: Siamese Dream
- 1995: Mellon Collie and the Infinite Sadness
- 2000: Machina/The Machines of God
- 2000: Machina II/The Friends & Enemies of Modern Music
- 2007: Zeitgeist

### Сторонние проекты
- 1998: The Last Hard Men (The Last Hard Men)
- 2003: Mary Star of the Sea (Zwan)
- 2005: Life Begins Again (Jimmy Chamberlin Complex)
- 2011: Great Civilizations (Skysaw)
- 2014: Love Supreme Collective EP (Frank Catalano)
- 2015: God’s Gonna Cut You Down (Frank Catalano)

### В качестве приглашенного музыканта
- 1994: She Knows Everything (remix) (Medicine)
- 1997: Starjob (The Frogs)
- 2005: TheFutureEmbrace (Billy Corgan)
- 2006: Gone (Bill Madden)
- 2007: Not From Here (Gannin Arnold)